# Cryptogamen

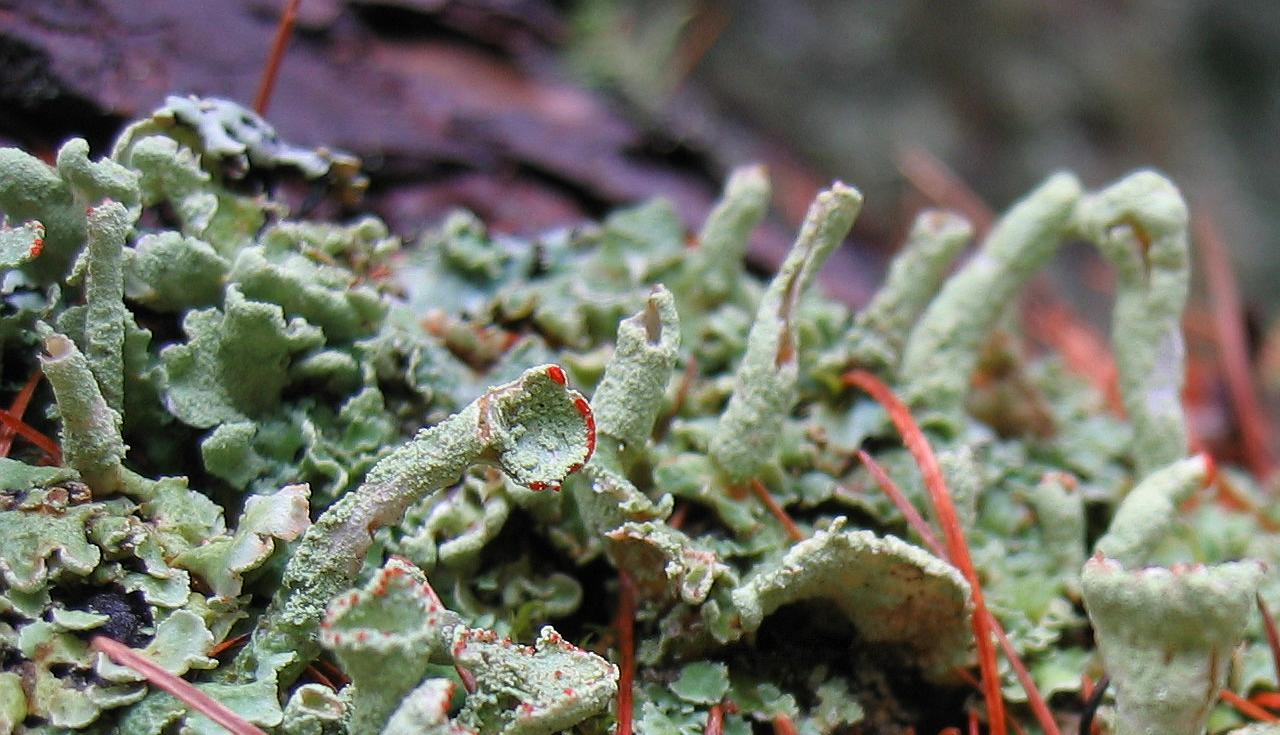
Cladonia sp.

Cryptogamen, wetenschappelijke naam Cryptogamae, is een informele naam die in de biologie inconsistent wordt gebruikt voor wat ook wel "lagere planten" of "sporenplanten" genoemd worden.
In termen van plantensystematiek zijn cryptogamen geen "goede" eenheid: het is zeker geen monofyletische groep. Het gaat meestal om organismen die tot de Plantae ("planten") gerekend werden (worden, of kunnen worden) maar die geen bloemen, vruchten of zaden vormen: zij planten zich voort met sporen.

## Etymologie
De naam cryptogamen kan afgeleid worden van het Oudgrieks κρυπτός, kruptós "verborgen" en γαμεῖν, gameîn "huwen". Dit staat tegenover de Phanerogamae of fanerogamen (Oudgrieks: φανερός, phanerós, "zichtbaar"), een naam voor de overige planten, de zaadplanten of Spermatofyta (Oudgrieks: σπέρμα, spérma, "zaad" en φυτόν, phutón, "plant").

## Omgrenzing van de cryptogamen
Bekende groepen cryptogamen zijn wolfsklauwen, varens, paardestaarten, mossen en algen (waaronder de korstmossen).
| Historische namen van verschillende groepen in het "Plantenrijk" | Historische namen van verschillende groepen in het "Plantenrijk" | Historische namen van verschillende groepen in het "Plantenrijk" | Historische namen van verschillende groepen in het "Plantenrijk" | Historische namen van verschillende groepen in het "Plantenrijk" | Historische namen van verschillende groepen in het "Plantenrijk" |
| ---------------------------------------------------------------- | ---------------------------------------------------------------- | ---------------------------------------------------------------- | ---------------------------------------------------------------- | ---------------------------------------------------------------- | ---------------------------------------------------------------- |
| Thallophyta, lagere planten Arrhizophyta                         | Cryptogamae sporenplanten                                        | Prokaryoten, Protophytae, Schizophyta, Monera                    | Prokaryoten, Protophytae, Schizophyta, Monera                    | Bacteria                                                         | Bacteria                                                         |
| Thallophyta, lagere planten Arrhizophyta                         | Cryptogamae sporenplanten                                        | Prokaryoten, Protophytae, Schizophyta, Monera                    | Prokaryoten, Protophytae, Schizophyta, Monera                    | Algen s.l.                                                       | Cyanophyta                                                       |
| Thallophyta, lagere planten Arrhizophyta                         | Cryptogamae sporenplanten                                        | thallofyten zonder archegonia                                    | thallofyten zonder archegonia                                    | Algen s.l.                                                       | Algae s.s.                                                       |
| Thallophyta, lagere planten Arrhizophyta                         | Cryptogamae sporenplanten                                        | thallofyten zonder archegonia                                    | thallofyten zonder archegonia                                    | Fungi, schimmels                                                 |                                                                  |
| Thallophyta, lagere planten Arrhizophyta                         | Cryptogamae sporenplanten                                        | thallofyten zonder archegonia                                    | thallofyten zonder archegonia                                    | appendix: Lichenes                                               |                                                                  |
| Thallophyta, lagere planten Arrhizophyta                         | Cryptogamae sporenplanten                                        | Cormophyta Embryophyta Plantae (s.s.)                            | Archegoniatae                                                    | Bryophyta s.l. Astelocormophyta                                  | Hepaticae                                                        |
| Thallophyta, lagere planten Arrhizophyta                         | Cryptogamae sporenplanten                                        | Cormophyta Embryophyta Plantae (s.s.)                            | Archegoniatae                                                    | Bryophyta s.l. Astelocormophyta                                  | Musci                                                            |
| Thallophyta, lagere planten Arrhizophyta                         | Cryptogamae sporenplanten                                        | Cormophyta Embryophyta Plantae (s.s.)                            | Archegoniatae                                                    | Bryophyta s.l. Astelocormophyta                                  | Anthocerotae                                                     |
| Tracheophyta hogere planten Rhizophyta Stelocormophyta           | Cryptogamae sporenplanten                                        | Cormophyta Embryophyta Plantae (s.s.)                            | Archegoniatae                                                    | Vaatcryptogamen Pterophyta, varens                               | Lycophyta                                                        |
| Tracheophyta hogere planten Rhizophyta Stelocormophyta           | Cryptogamae sporenplanten                                        | Cormophyta Embryophyta Plantae (s.s.)                            | Archegoniatae                                                    | Vaatcryptogamen Pterophyta, varens                               | Pteridophyta                                                     |
| Tracheophyta hogere planten Rhizophyta Stelocormophyta           | Phanerogamae, fanerogamen                                        | Cormophyta Embryophyta Plantae (s.s.)                            | Spermatofyta Lignophyta                                          | Gymnospermae                                                     | Gymnospermae                                                     |
| Tracheophyta hogere planten Rhizophyta Stelocormophyta           | Phanerogamae, fanerogamen                                        | Cormophyta Embryophyta Plantae (s.s.)                            | Spermatofyta Lignophyta                                          | Angiospermae Anthophyta                                          | Monocotyledonae                                                  |
| Tracheophyta hogere planten Rhizophyta Stelocormophyta           | Phanerogamae, fanerogamen                                        | Cormophyta Embryophyta Plantae (s.s.)                            | Spermatofyta Lignophyta                                          | Angiospermae Anthophyta                                          | Dicotyledonae                                                    |

Schimmels (Fungi, inclusief de lichenen) werden in het verleden ook wel tot deze groep gerekend, maar dat is inmiddels achterhaald: ze vormen een apart rijk dat meer verwant is aan de dieren dan aan de planten.